# Annegret Hannawa

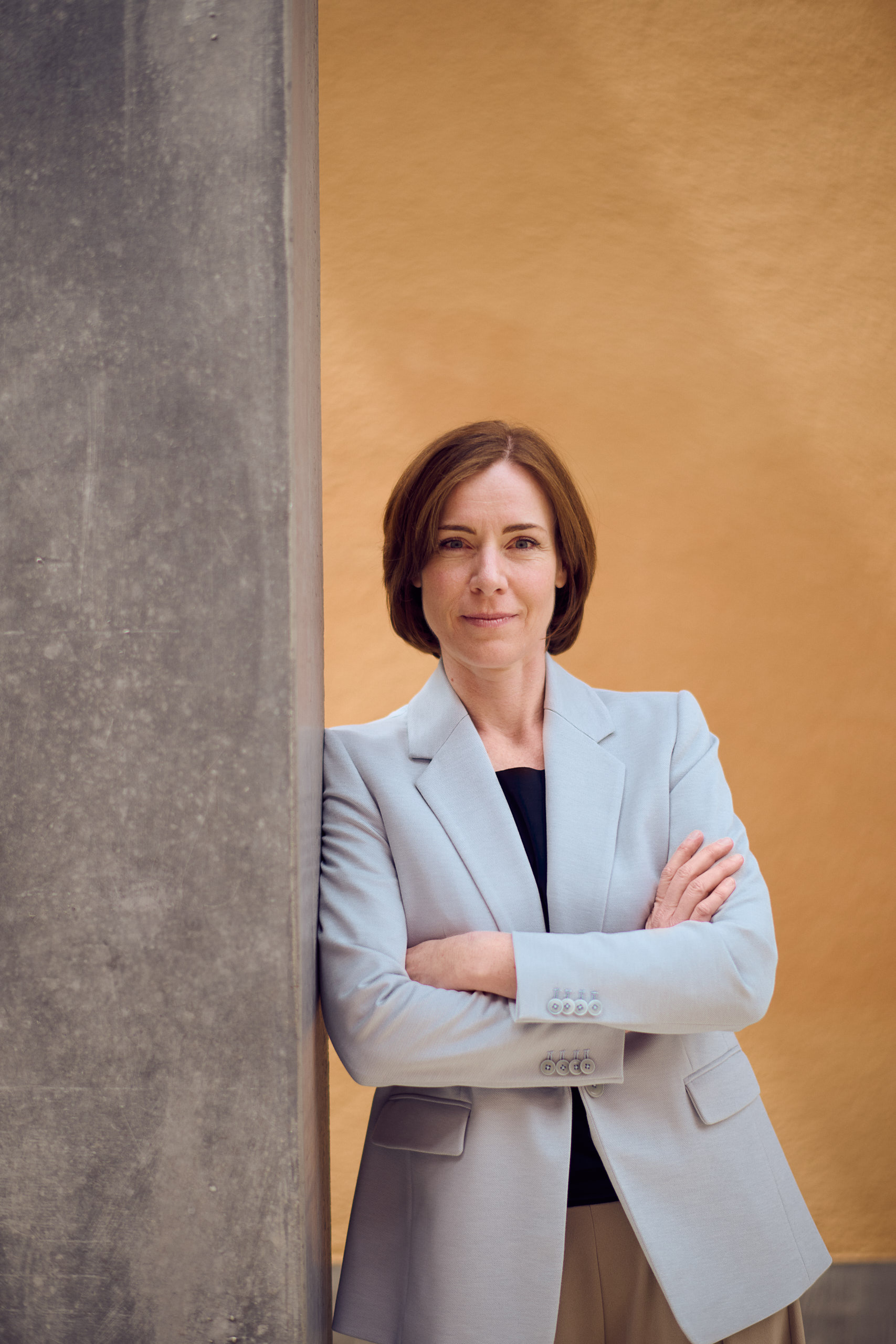
Annegret Hannawa 2025

Annegret Friederike Hannawa (* 27. April 1979 in Konstanz, geb. Horsch) ist Kommunikationswissenschaftlerin und Direktorin des Kompetenzzentrums für Qualität und Sicherheit im Gesundheitswesen (CAHQS) an der Università della Svizzera italiana in Lugano. Sie ist zudem Gründungspräsidentin des Europäischen Instituts für Sichere Kommunikation (EISK).

## Studium
Hannawa studierte zwischenmenschliche Kommunikation an der San Diego State University (USA), wo sie 2006 einen Master erwarb. Anschließend begann sie an der Arizona State University (ASU) in Tempe, Arizona (USA) ein Ph.D.-Studium. In ihrer Dissertation entwickelte sie ein kommunikationswissenschaftliches Modell der „Physician Mistake Disclosure“. 2009 wurde Hannawa an der ASU promoviert.

## Akademische Laufbahn und Wirken
Nach ihrer Promotion folgte Hannawa ihrem ersten akademischen Ruf an die Wake Forest University (WFU) in Winston-Salem, North Carolina, USA, wo sie als Tenure-Track-Assistenzprofessorin an der kommunikationswissenschaftlichen Fakultät tätig wurde. 2011 wurde sie auf eine weitere tenure-track-Professur für Gesundheitskommunikation und Forschungsmethodik an die kommunikationswissenschaftliche Fakultät der Università della Svizzera italiana (USI, Lugano, Schweiz) berufen, wo sie bis heute (Stand 2025) tätig ist.
Hannawa führte 2013 einen internationalen Kongress zum Thema „Kommunikation und Medizinische Behandlungsfehler“ durch. Aus der Konferenz entwickelte sich die gemeinnützige Organisation „ISCOME Global Center for the Advancement of Communication Science in Healthcare“. Hannawa leitet seitdem diesen Forschungsverband als gewählte Gründungspräsidentin. Ebenfalls 2013 erhielt sie eine Förderung vom Schweizerischen Nationalfonds (SNF) für die Entwicklung eines evidenzbasierten Kommunikationsleitfadens für die Mitteilung von Behandlungsfehlern an Patienten.
2016 gründete Hannawa an der Università della Svizzera italiana ein interdisziplinäres Kompetenzzentrum für Qualität und Sicherheit im Gesundheitswesen (CAHQS Center for the Advancement of Healthcare Quality and Safety). Im selben Jahr wurde sie als wissenschaftliche Expertin in den ELSI-Beirat der Swiss Personalized Health Network (SPHN) gewählt. Zudem erhielt sie den Ehrentitel als Honorarprofessorin an der Johns Hopkins University Bloomberg School of Public Health (Baltimore, Maryland, USA) und an der Cardiff University School of Medicine (Wales, Vereinigtes Königreich). Ebenfalls 2016 wurde sie mit dem „Jozien Bensing Research Award“ ausgezeichnet.
2017 und 2018 war Hannawa auf mehreren nationalen und internationalen Veranstaltungen als Keynote-Rednerin zu Gast. Unter anderem wurde sie als Expertin auf den Globalen Ministergipfel für Patientensicherheit, den World Patient Safety, Science & Technology Summit, und das "Grand Challenges" Meeting. Im November 2023 wurde sie von der Regierung des Schweizerischen Kantons Uri als Anerkennung ihrer Erfolge zur Botschafterin gekürt. Im Juni 2024 gründete sie das Europäische Institut für Sichere Kommunikation (EISK), das Wissenschaft und Praxis vereint, um kommunikative Hochrisikosituationen in Luftfahrt, Gesundheitswesen, Rettungswesen und Energie gegen Fehler abzusichern. Im Juni 2025 wurde Hannawa vom globalen Fachverband für Kommunikationswissenschaften (International Communication Association) mit dem renommiertesten internationalen Preis für angewandte Forschung ausgezeichnet. Der Preis ging hiermit erstmals in die Schweiz.

## Forschung
In ihrer Forschung beschäftigte sich Hannawa anfangs vornehmlich damit, wie durch eine sichere zwischenmenschliche Kommunikation zahlreiche Behandlungsfehler im Klinikalltag vermieden und eine hochwertige Gesundheitsversorgung sichergestellt werden können, insbesondere im Zeitalter der Digitalisierung. Für ihre Forschung hat sie ursprünglich über 1000 Schadensfälle in Kliniken ausgewertet. Ihren statistischen Ableitungen zufolge sterben täglich 53 Patienten in Deutschland durch Behandlungsfehler; bis zu 80 Prozent dieser Fälle gehen auf eine mangelhafte Kommunikation zurück.
Hannawa hat mit ihrem Forschungsteam vier wissenschaftliche Modelle entwickelt:
- SACCIA beschreibt fünf Kernkompetenzen für eine "sichere Kommunikation" im klinischen Alltag (Suffizienz, Akkuratheit, Klarheit, Kontextbezug, Interpersonelle Anpassung);[35][36][37]
- MEDC (Medical Error Disclosure Competence) dient als wissenschaftliche Leitlinie für die Mitteilung von Behandlungsfehlern an Patienten und Angehörige;[38]
- INQUAT (Integrative Quality Care Assessment Tool) unterstützt Führungskräfte im Gesundheitswesen bei der Evaluation der Versorgungsqualität;[39]
- TRACE (Tool for the Retrospective Analysis of Critical Events) ist ein evidenzbasiertes Instrument zur Analyse von kritischen Zwischenfällen in der Patientenversorgung.[40]

Ende 2018 erhielt Hannawa zusammen mit dem Aktionsbündnis Patientensicherheit, der Techniker Krankenkasse und der Jacobs Universität Bremen eine Innovationsfonds-Förderung vom Gemeinsamen Bundesausschuss in Höhe von 1,9 Mio. Euro für das Forschungsprojekt „Digital SACCIA“, welches das von ihr entwickelte Modell der „SACCIA Sicheren Kommunikation“ in der Frauenheilkunde und Geburtshilfe an zwei deutschen Universitätskliniken (Frankfurt und Ulm) implementieren sollte. 2020 erhielt sie weitere Drittmittel von der Dräger-Stiftung für ein Forschungsprojekt, das die „SACCIA sichere Kommunikation“ in der Notfallmedizin implementierte und auf weitere Hochrisikobranchen (Flugsicherheit, Rettungswesen) anwendete. 2021 wurde Hannawa vom Schweizerischen Bundesamt für Gesundheit beauftragt, anhand ihres SACCIA-Modells die Kommunikation rund um die Pandemie Covid-19 zu analysieren. Mittlerweile hat sie die Anwendungsbereiche ihres SACCIA-Modells auf weitere Krisenbereiche ausgeweitet, z. B. auf die Klimakrise, die Energiekrise und die gesellschaftliche Krisenresilienz.

## Auszeichnungen
- International Applied Research Award des globalen Fachverbands für Kommunikationswissenschaften (International Communication Association), 2025.[52]
- Jozien Bensing Research Award, 2016.[53]

## Publikationen (Auswahl)
- mit Postel, S. (2018). „SACCIA-Sichere Kommunikation“: Fünf Kernkompetenzen mit Fallbeispielen aus der pflegerischen Praxis. Berlin/Boston: Walter de Gruyter. ISBN 978-3110560732
- mit Jonitz, G. (2017). Neue Wege für die Patientensicherheit: “Sichere Kommunikation” – Evidenzbasierte Kernkompetenzen mit Fallbeispielen aus der medizinischen Praxis. Berlin/Boston: Walter de Gruyter. ISBN 978-3110535570
- mit Juhasz, R., & Wu, A. (2017). New horizons in patient safety: Understanding communication – Case studies for physicians. Berlin/Boston: Walter de Gruyter. ISBN 978-3110453003
- mit Wendt, A., & Day, L. (2017). New horizons in patient safety: “Safe communication” – Evidence-based core competencies with case studies from nursing practice. Berlin/Boston: Walter de Gruyter. ISBN 978-3110453041
- mit Spitzberg, B. H. (Eds., 2015). Communication competence. London: Mouton De Gruyter. ISBN 978-3-11-031705-3
- (2011). When the truth hurts: Toward a validation of the Physician Mistake Disclosure (PMD) Model. UMI Dissertation Publishing.

## Videos
- Statement „Sicherheitskultur“ auf dem VKD-Kongress 2018 in Lübeck
- Podiumsdiskussion „Safe communication in healthcare“ 2018 in der Aula Magna der Università Svizzera italiana
- Podiumsdiskussion auf dem World Patient Safety Summit 2018 in London